# Motivation (Kelly Rowland)
Motivation è un brano musicale della cantante Kelly Rowland, quinto singolo estratto dal suo terzo album di inediti Here I Am del 2011. È scritto da Rico Love e Lil Wayne, e co-scritto e prodotto da Jim Jonsin. Il rapper Lil Wayne recita una piccola parte nel brano. I critici vi offrirono pareri contrastanti, esaltando la sensualità del testo e la presenza di Lil Wayne, ma ribadendo anche la sua scarsa impronta sugli ascoltatori.
Il singolo ha raggiunto la prima posizione della classifica Hot R&B/Hip-Hop Songs di Billboard ed è entrato anche nella top20 della Hot 100 statunitense. La RIAA ha assegnato il disco di platino al singolo grazie a oltre 1 300 000 download legali effettuati, ed il video ufficiale ha ottenuto la certificazione Vevo per avere raggiunto le 100 milioni di visualizzazioni su YouTube.

## Storia e Registrazione
In un primo momento l'uscita del nuovo album di Kelly Rowland fu annunciata nel 2010, ma poi fu rimandata numerose volte. Commander fu lanciato come primo singolo per il mercato internazionale, e due distinti singoli furono destinati solo agli Stati Uniti. Rose Colored Glasses fu promosso per il formato pop e Grown Woman per l'urban. Nel settembre 2010, Kelly Rowland prese la decisione di far ritorno negli studi di registrazione per produrre nuovo materiale. Il titolo di un nuovo singolo, Motivation, fu annunciato in occasione della Settimana della moda di New York, ed affiorò in rete il 2 marzo 2011 sul sito ufficiale della rivista Rap-Up.
Parlando dell'origine del brano, Kelly Rowland disse: «Motivation venne fuori quando mi trovai in studio con [i produttori] Jim Jonsin e Rico Love. Dissi a Rico che volevo qualcosa di veramente sexy... e lui ha dato vita a Motivation insieme a Jim. Si è tramutato in un brano fantastico».

## Ricezione

### Critica
Ryan Brockington di New York Post fu uno dei primi a scrivere una recensione a Motivation. Scrisse: «Il singolo è un bel salto in avanti dal synth pop dance che Kelly ha messo in commercio negli ultimi anni e sembra che essa sia in grado di dare origine a qualcosa di nuovo nel mondo hip-hop dalla sua accoppiata con il re Mida della musica rap, Lil Wayne».

### Pubblico
Il 2 aprile 2011 Motivation è entrato al cinquantacinquesimo posto della classifica americana dei brani R&B più venduti, spinto dai soli passaggi radiofonici (non è uscito ufficialmente infatti prima del 12 aprile). Durante la settimana del 4 giugno il singolo raggiunge la prima posizione della Hot R&B/Hip-Hop Songs, diventando il primo singolo della cantante ad ottenere la posizione numero 1 nella suddetta classifica, nonostante Rowland fosse già apparsa nel 2002 sul podio grazie alla sua partecipazione a Dilemma di Nelly. Il singolo è rimasta in cima alla classifica per sei settimane consecutive, per poi essere spostato alla posizione numero 2 da I'm on One di DJ Khaled. La settimana successiva il brano torna di nuovo al numero 1, per poi di nuovo cedere il podio a I'm on One. A seguito dell'uscita del singolo per il mercato digitale, il brano ha esordito al cinquantacinquesimo posto nella Billboard Hot 100, diventando il più alto debutto nella carriera da solista di Kelly Rowland. Durante la sua tredicesima settimana di permanenza in classifica il brano entra nella top20 statunitense, diventando il primo singolo della cantante ad entrare tra le prime 20 posizioni. La cantante si era avvicinata alla top20 nel novembre 2002 grazie al suo primo singolo solista, Stole, che era arrivato alla posizione numero 27. Il 17 agosto 2011 il singolo è stato certificato disco di platino dalla RIAA grazie a oltre 1 000 000 download ufficiali. Si tratta del primo singolo di Rowland ad ottenere il disco di platino negli Stati Uniti.

## Video
Il video musicale di Motivation fu diretto da Sarah Chatfield negli ultimi giorni di marzo 2011. Frank Gatson è il coreografo del filmato. Intervistata nello spettacolo di Roberto Cavalli, Kelly Rowland disse di voler dar vita a costumi sensuali, muliebri per un provocante video femminile. Fu proiettato in anteprima mondiale il 4 aprile 2011 su 106 & Park di BET.

## Classifiche
| Classifica (2011)      | Posizione più alta |
| ---------------------- | ------------------ |
| Australia (Urban)      | 36                 |
| Regno Unito (R&B)      | 38                 |
| Stati Uniti            | 17                 |
| Stati Uniti (Radio)    | 10                 |
| Stati Uniti (Digitale) | 25                 |
| Stati Uniti (R&B)      | 1                  |

### Classifiche di fine anno
| Classifica (2011) | Posizione |
| ----------------- | --------- |
| Stati Uniti       | 53        |